# Phare de Solidão
Le phare de Solidão se situe à environ 60 km au nord-est de la municipalité de Mostardas, sur le territoire de celle-ci, et à environ 40 km au sud-ouest de la localité de Quintão, district de la commune de Palmares do Sul, sur le littoral de l'État du Rio Grande do Sul, au Brésil.

## Histoire
Il a été mis en service le 2 septembre 1929. C'est une tour cylindrique en fer avec quatre contreforts, avec galerie et lanterne de 21 m de haut. Il est de couleur rougeâtre.
Il présente un plan focal de 24 m (68 pieds) et émet un groupe de deux éclats blancs toutes les douze secondes. Sa portée est de 19 milles nautiques (environ 35 km).
Il est aussi équipé d'un radar Racon émettant la lettre K en alphabet morse.
Identifiant : ARLHS : BRA100 ; BR3996 - Amirauté : G0612 - NGA :18948 .

## Caractéristique dufeu maritime
- Fréquence sur 12 secondes : (W-W)
  - Lumière : 1 seconde
  - Obscurité : 2 secondes
  - Lumière : 1 seconde
  - Obscurité : 8 secondes